# Marianna Török
Pour les articles homonymes, voir Török.
Titre
Khédiva d'Égypte
1er mars 1910 – 7 août 1913
(3 ans et 5 mois)
Marianna Török de Szendrő (en allemand: May Torok von Szendro), aussi connue sous les noms de Javidan Hanim et Djavidan (en arabe: جاويدان هانم), née le 15 juin 1877 à Philadelphie (États-Unis) et morte le 5 août 1968 à Graz (Autriche), est la seconde épouse du khédive d'Égypte Abbas II Hilmi et à ce titre, khédiva du 1er mars 1910 au 7 août 1913, date de leur divorce.

## Sources
- (en) Cet article est partiellement ou en totalité issu de l’article de Wikipédia en anglais intitulé « Marianna Török » (voir la liste des auteurs).